# Chobera filamentosum
Chobera filamentosum is een vlinder van de familie van de grasmotten (Crambidae). De wetenschappelijke naam van deze soort is voor het eerst voorgesteld als Thliptoceras filamentosum door Dan-Dan Zhang in een publicatie uit 2014.

## Verspreiding
De soort komt voor in China (Guangdong).

## Type
- holotype: "male, 6.VI.2012. leg. Li Jin-wei, genitalia slide No. ZDD10068"
- instituut: IESYU, Guangzhou, China
- typelocatie: "China, Guangdong, Mt. Danxiashan, 25°04'N, 113°64'E, Shaoguan County, alt. 96 m"